# Макс фон Лауе
Макс фон Лауе (Кобленц, 9. октобар 1879 — Западни Берлин, 24. април 1960) је био немачки физичар. Добио је Нобелову награду за физику 1914. за откриће дифракције X-зрака на кристалима.

## Детињство и младост
Рођен је у племићкој породици.
На универзитету у Стразбуру студирао је математику, физику и хемију. После тога студирао је на универзитету у Гетингену и универзитету у Минхену. Током 1902. отишао је на универзитет у Берлину, где је радио под руководством Макса Планка. Његова докторска теза је била о интерференцији међу планпаралелним плочама. Докторирао је 1903. Од 1903. до 1905. био је на универзитету у Гетингену, а 1905. је постао асистент Макс Планка на Институту за теоријску физику у Берлину. Ту је радио на примени ентропије на зрачење и на термодинамичком значају кохерентности светлосних таласа.

## Дифракција X-зрака на кристалима
Постао је 1912. професор физике на универзитету у Цириху. Први је предложио да се кристал користи за дифракцију икс-зрака. Доказао је да тада икс-зраке пролазе кроз кристал и да се ствара дифракциона слика на фотографској плочи која би се налазила нормално на смер зрака. Та дифракциона слика је показивала симетричност атома у кристалу. То су експериментално доказала два студента Макс фон Лауеа, који су радили по његовим смерницама. Тим успешним експериментом доказано је да су икс-зраке електромагнетски таласи слични светлости. Осим тога доказао је да атомска структура кристала има понављајуће елементе.
Радио је на методи мерења таласне дужине икс-зрака, користећи кристале и дифракциону слику. Добио је Нобелову награду за физику 1914. за откриће дифракције икс-зрака на кристалима. Његов рад је омогућио да се проучава кристална структура кристала. Ако се зна таласна дужина икс-зрака, тада можемо мерити растојања у непознатом кристалу. Из тих његових истраживања појавила се нова научна метода звана кристалографија икс-зрачењем. Његово откриће омогућава да се боље зна структура кристала, па се на тај начин развијала физика чврстог стања, значајна за каснији развој електронике.
Постао је 1919. професор теоретске физике на универзитету у Берлину и директор Института за теоретску физику на универзитету у Берлину.

## Проблем суправодљивости
Док је Валтер Мајснер проучавао проблем суперпроводљивости у Берлину Макс фон Лауе је дао значајан допринос тој области. Уочено је да се праг за магнетско поље, којим се делује на материјал и уништава суперпроводљивост мења и зависи од облика материјала. Макс фон Лауе је исправно уочио да струје на површини материјала деформишу магнетско поље. Тај Максов допринос омогућио је Мајснеру да открије да унутар суперпроводника нема магнетског поља (види Мајснеров ефекат).

## Каснији живот
Касније је истраживао у подручју квантне механике и Комптоновог ефекта. Пропагирао је Ајнштајнову теорију релативитета. Бранио је научни поглед на свет и у временима кад је то могло бити опасно за њега. Бранио је у доба Хитлера теорију релативитета. Кад је Ајнштајн престао бити академик берлинске академије, а потпредседник академије рекао да то није никакав губитак, Макс фон Лауе је био једини академик који је протестовао.
Постао је 1951. директор Макс Планк Института у Берлину. Погинуо је у саобраћајној несрећи 1960.